# Zasadne
Zasadne est une localité polonaise de la gmina de Kamienica, située dans le powiat de Limanowa en voïvodie de Petite-Pologne.